# Val Bognanco

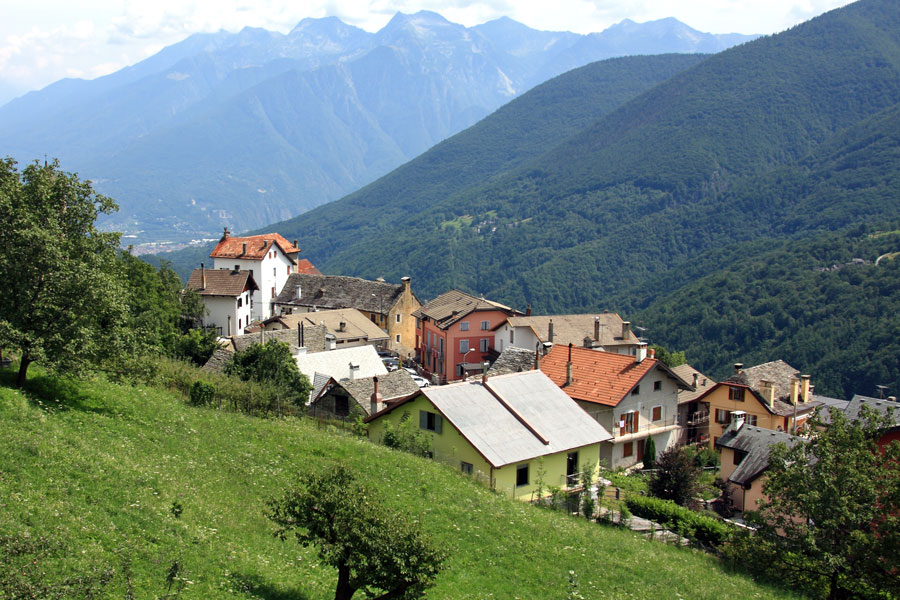
San Lorenzo

Val Bognanco – dolina we Włoszech, w Alpach Pennińskich, w regionie Piemont. Jest boczną odnogą dużej doliny Val d'Ossola i odchodzi od niej w miejscowości Domodossola. Stąd dolina Val Bognanco prowadzi na zachód i dochodzi do masywu Andolla za którym znajduje się szwajcarska dolina Zwischbergental.

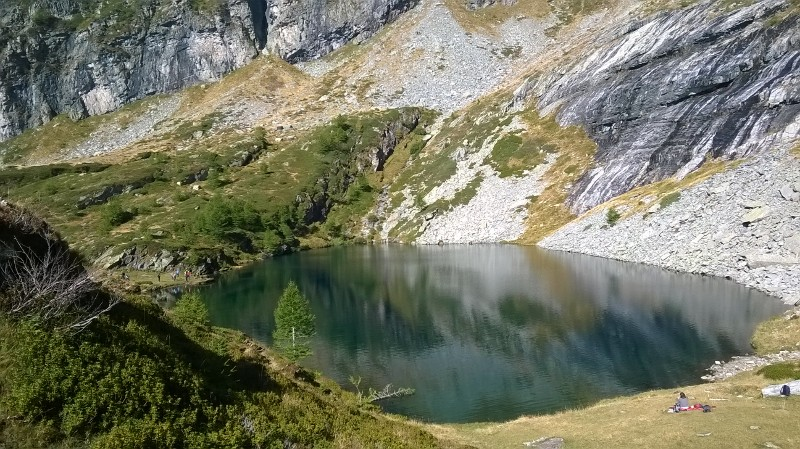
Jedno z trzech jezior Laghi del Paione w górnej części doliny

Na północ od doliny znajduje się boczny grzbiet masywu Andolla (odchodzący od szczytu Camoscellahorn – 2612 m) m.in. ze szczytami Il Dosso (2562 m) i Pizzo del Rovale (2456 m). Oddziela on dolinę Val Bognanco od doliny Val Divedro.
Od południa dolinę ogranicza kolejny boczny grzbiet masywu Andolla (odchodzący od szczytu Cima del Rosso – 2624 m) m.in. ze szczytami Monte della Preja (2322 m), Pizzo Montalto (2705 m) i Cima Camughera (2249 m). Oddziela on dolinę Val Bognanco od doliny Val di Antrona.
W górnej części dolina rozszerza się. Znajduje się tu kilkanaście niewielkich jezior (w tym trzy jeziora Laghi del Paione) i kilkanaście niewielkich potoków. Wpadają one do płynącego doliną dużego potoku Bogna. Uchodzi on do rzeki Toce między miejscowością Crevoladossola, a Domodossola.
Jedyną większą miejscowością w dolinie jest San Lorenzo, w której znajduje się siedziba władz gminy Bognanco.